# Lista dos campeões estaduais de futebol do Brasil em 2015
A lista a seguir traz dados acerca dos campeonatos estaduais de futebol realizados no Brasil em 2015.
Significados das colunas:
- Estado: nome do estado, listados em ordem alfabética.
- Copa do Brasil 2016: times classificados para a Copa do Brasil em sua edição de 2016 pelo Campeonato Estadual. [Ordem de posição final]
- Série D 2015: times classificados para o Campeonato Brasileiro de Futebol - Série D em sua edição de 2015. [Ordem de posição final]
- Final: placares dos jogos finais ou, em caso de não ter havido final, a vantagem do campeão ao final do campeonato.
- Rebaixados: times rebaixados para a divisão inferior (2ª Divisão, Série B, Módulo II) de 2016

## Divisão Principal
| Estado | Campeão/Artilheiro                                                                                                | Vice-campeão           | Copa do Brasil 2016                              | Série D 2015                          | Final                                                                   | Rebaixados                                |
| ------ | --- | ---------------------- | ------------------------------------------------ | ------------------------------------- | ----------------------------------------------------------------------- | ----------------------------------------- |
| AC     | Rio Branco-AC (45º título - 2º consec.) Alexandre Matão (Rio Branco-AC) 14 gols                                   | Galvez                 | Rio Branco-AC Galvez                             | Rio Branco-AC                         | Galvez 1 x 2 Rio Branco-AC 2 x 0 Galvez                                 | Náuas                                     |
| AL     | CRB (28º título) Daniel Cruz (Santa Rita) 11 gols                                                                 | Coruripe               | CRB Coruripe ASA                                 | Coruripe                              | Coruripe 1 x 1 CRB 2 x 0 Coruripe                                       | CEO Sport Atalaia                         |
| AM     | Nacional-AM (43º título - 2º consec.) Charles (Fast) 13 gols                                                      | Princesa do Solimões   | Nacional-AM Princesa do Solimões                 | Nacional                              | Princesa do Solimões 0 x 1 Nacional-AM 2 x 1 Princesa do Solimões       | Rio Negro Operário                        |
| AP     | Santos-AP (4º título - 3º consec.) Adriano Miranda (Ypiranga) e Deco (Macapá) 5 gols                              | Trem                   | Santos-AP                                        | Santos-AP                             | Santos-AP 0 x 1 Trem 0 x 1 Santos-AP (Pen. 3 x 4)                       | Não houve                                 |
| BA     | Bahia (46º título - 2º consec.) Kieza (Bahia) 8 gols                                                              | Vitória da Conquista   | Bahia Vitória da Conquista                       | Colo Colo Serrano                     | Vitória da Conquista 3 x 0 Bahia 6 x 0 Vitória da Conquista             | Catuense Serrano-BA                       |
| CE     | Fortaleza (40º título) Assisinho (Ceará) e Núbio Flávio (Icasa) 10 gols                                           | Ceará                  | Fortaleza Ceará                                  | Guarani de Juazeiro                   | Fortaleza 2 x 1 Ceará 2 x 2 Fortaleza                                   | Horizonte São Benedito                    |
| DF     | Gama (11º título) Éder (Luziânia), Héverton (Brasília), Luiz Carlos (Brasiliense) e Thiago Miracema (Gama) 6 gols | Brasília               | Gama Brasília                                    | Gama                                  | Gama 3 x 0 Brasília 0 x 1 Gama                                          | Ceilandense Samambaia                     |
| ES     | Rio Branco-ES (37º título) Washington Baiano (Sport-ES) 9 gols                                                    | Desportiva Ferroviária | Rio Branco-ES                                    | Rio Branco-ES                         | Desportiva Ferroviária 0 x 1 Rio Branco-ES 1 x 1 Desportiva Ferroviária | Castelo Vitória-ES Colatina               |
| GO     | Goiás (25º título) Nonato (Goianésia) 10 gols                                                                     | Aparecidense           | Goiás Aparecidense Goianésia                     | CRAC Aparecidense Goianésia           | Aparecidense 0 x 2 Goiás 1 x 1 Aparecidense                             | Grêmio Anápolis Caldas Novas              |
| MA     | Imperatriz (2º título) Rubens (Imperatriz) 8 gols                                                                 | Sampaio Corrêa         | Imperatriz Sampaio Corrêa                        | Imperatriz                            | Sampaio Corrêa 2 x 1 Imperatriz 3 x 1 Sampaio Corrêa                    | Balsas Expressinho Sabiá                  |
| MG     | Atlético Mineiro (43º título) Leandro Damião (Cruzeiro) 9 gols                                                    | Caldense               | Caldense Cruzeiro Tombense América Mineiro       | Caldense Villa Nova                   | Atlético Mineiro 0 x 0 Caldense 1 x 2 Atlético Mineiro                  | Democrata GV Mamoré                       |
| MT     | Cuiabá (6º título - 3º consec.) Cabixi (Poconé) 8 gols                                                            | Operário FC            | Cuiabá Operário FC                               | Operário FC                           | Operário FC 0 x 1 Cuiabá 1 x 1 Operário FC                              | Não houve                                 |
| MS     | Comercial-MS (9º título) Carlos Júnior (Ivinhema) Preto (Águia Negra) 8 gols                                      | Ivinhema               | Comercial-MS Ivinhema                            | Comercial-MS                          | Comercial-MS 0 x 0 Ivinhema 2 x 3 Comercial-MS                          | Ubiratan CENE                             |
| PA     | Remo (44º título - 2º consec.) Rafael Paty (Remo) 7 gols                                                          | Independente-PA        | Remo Independente-PA Parauapebas                 | Remo                                  | Independente-PA 0 x 2 Remo                                              | Gavião Kyikatejê Castanhal                |
| PB     | Campinense (20º Título) Rafael Oliveira (Botafogo-PB) 15 gols                                                     | Botafogo-PB            | Campinense Botafogo-PB                           | Treze Campinense                      | Não Houve; Quadrangular Final                                           | Lucena Miramar                            |
| PE     | Santa Cruz (28º título) Kiros (Porto-PE) 19 gols                                                                  | Salgueiro              | Santa Cruz Salgueiro Sport                       | Central Serra Talhada                 | Salgueiro 0 x 0 Santa Cruz 1 x 0 Salgueiro                              | Vera Cruz Ypiranga-PE                     |
| PI     | River-PI (29º título - 2º consec) Eduardo (Ríver-PI) Lekão (Parnahyba) 6 gols                                     | Flamengo-PI            | River-PI                                         | River-PI                              | Não houve final River-PI venceu os dois turnos                          | 4 de Julho                                |
| PR     | Operário-PR (1º título) Rafhael Lucas 12 gols                                                                     | Coritiba               | Operário-PR Coritiba Londrina                    | Operário-PR Foz do Iguaçu             | Operário-PR 2 x 0 Coritiba 0 x 3 Operário-PR                            | Nacional-PR Prudentópolis                 |
| RJ     | Vasco da Gama (23º título) Fred (Fluminense) 11 gols                                                              | Botafogo               | Vasco da Gama Botafogo Flamengo Fluminense       | Duque de Caxias Volta Redonda Resende | Vasco da Gama 1 x 0 Botafogo 1 x 2 Vasco da Gama                        | Nova Iguaçu Barra Mansa                   |
| RN     | América de Natal (35º título - 2º consec.) Kayke (ABC) 12 gols                                                    | ABC                    | América de Natal ABC Globo                       | Globo                                 | América de Natal 1 x 1 ABC 0 x 1 América de Natal                       | Força e Luz                               |
| RO     | Genus (1º título) Cabixi (Vilhena) 9 gols                                                                         | Vilhena                | Genus                                            | Vilhena                               | Genus 2 x 1 Vilhena 3 x 4 Genus                                         | Não houve                                 |
| RR     | Náutico-RR (2º título) Rafael Barros (São Raimundo-RR) 12 gols                                                    | São Raimundo-RR        | Náutico-RR                                       | Náutico-RR                            | Não houve final Náutico-RR venceu os dois turnos                        | Não houve                                 |
| RS     | Internacional (44º título - 5º consec.) Michel Henrique (Passo Fundo) 11 gols                                     | Grêmio                 | Brasil de Pelotas Juventude Ypiranga de Erechim  | Ypiranga de Erechim Lajeadense        | Grêmio 0 x 0 Internacional 2 x 1 Grêmio                                 | Caxias União Frederiquense Avenida        |
| SP     | Santos (21º título) Ricardo Oliveira (Santos) 11 gols                                                             | Palmeiras              | Santos Ponte Preta Red Bull Brasil               | São Caetano RB Brasil Botafogo-SP     | Palmeiras 1 x 0 Santos 2 x 1 Palmeiras (Pen. 4 x 2)                     | Penapolense Portuguesa Bragantino Marília |
| SC     | Figueirense (17º título) Victor Rangel (Guarani de Palhoça) 11 gols                                               | Joinville              | Figueirense Joinville Chapecoense Inter de Lages | Inter de Lages Metropolitano          | Figueirense 0 x 0 Joinville 0 x 0 Figueirense                           | Marcílio Dias                             |
| SE     | Confiança (19º título - 2º consec.) Da Silva (Estanciano) 9 gols                                                  | Estanciano             | Confiança Estanciano                             | Estanciano                            | Estanciano 0 x 1 Confiança 4 x 0 Estanciano                             | Boquinhense Coritiba-SE                   |
| TO     | Tocantinópolis (3º título) Batata (Araguaína) e Gean (Guaraí) 9 gols                                              | Interporto             | Tocantinópolis                                   | Palmas                                | Interporto 0 x 0 Tocantinópolis 0 x 0 Interporto                        | Tocantins Guaraí                          |

## Turnos Estaduais
| Campeonato                    | Primeiro Turno                          | Segundo Turno                       |
| ----------------------------- | --------------------------------------- | ----------------------------------- |
| Campeonato Alagoano           | Taça Alagoas / ASA                      | Taça Maceió / CRB                   |
| Campeonato Carioca            | Taça Guanabara / Botafogo               | Campeonato disputado em turno único |
| Campeonato Carioca - Série A2 | Taça Santos Dumont / Portuguesa da Ilha | Taça Corcovado / Americano          |
| Campeonato Paraense           | Taça Cidade de Belém / Independente     | Taça Estado do Pará / Remo          |
| Campeonato Piauiense          | Taça Estado do Piauí / River-PI         | Taça Cidade de Teresina / River-PI  |
| Campeonato Potiguar           | Taça Cidade de Natal / América de Natal | Taça Rio Grande do Norte / ABC      |
| Campeonato Roraimense         | Taça Boa Vista / Náutico-RR             | Taça Roraima / Náutico-RR           |

## Torneios Extra
| Estado                                | Competição                      | Campeão                        | Vice-Campeão | Outros participantes |
| ------------------------------------- | ------------------------------- | ------------------------------ | ------------ | -------------------- |
| CE - (Detalhes)                       | Taça Padre Cícero               | Icasa (1º Título)              | —            | —                    |
| MG - (Detalhes)                       | Campeonato Mineiro do Interior  | Caldense (8º Título)           | —            | —                    |
| RJ - (SC) e (Taça Rio)                | Torneio Super Clássicos         | Flamengo (3º Título)           | —            | —                    |
| RJ - (SC) e (Taça Rio)                | Taça Rio                        | Madureira (2º Título)          | —            | —                    |
| RJ - Série B - (Capital) e (Interior) | Série B - Torneio Capital       | Portuguesa da Ilha (1º título) | —            | —                    |
| RJ - Série B - (Capital) e (Interior) | Série B - Torneio Interior      | Sampaio Corrêa (1º Título)     | —            | —                    |
| RS - (Detalhes)                       | Campeonato do Interior Gaúcho   | Brasil-RS (10º Título)         | —            | —                    |
| SP - (Detalhes)                       | Campeonato Paulista do Interior | Ponte Preta (5º Título)        | —            | —                    |

## Divisões de acesso
| Estado | Divisão           | Campeão                     | N° Conquista | Promovidos                                 | Rebaixados                                     | Nº Edição      |
| ------ | ----------------- | --------------------------- | ------------ | ------------------------------------------ | ---------------------------------------------- | -------------- |
| AC     | Segunda Divisão   | Andirá                      | 2°           | Andirá                                     |                                                | 7ª (5ª atual)  |
| AL     | Segunda Divisão   | Sete de Setembro            | 2°           | Sete de Setembro Penedense                 |                                                | 27ª            |
| BA     | Segunda Divisão   | Flamengo de Guanambi        | 1°           | Flamengo de Guanambi Fluminense de Feira   | Jequié                                         | 46ª            |
| CE     | Segunda Divisão   | Tiradentes-CE               | 2°           | Tiradentes-CE Atlético Cearense            | Arsenal de Caridade Trairiense                 | 23ª            |
| CE     | Terceira Divisão  | Alto Santo                  | 1°           | Alto Santo Floresta                        |                                                | 12ª            |
| DF     | Segunda Divisão   | Atlético Taguatinga         | 1º           | Atlético Taguatinga Planaltina-GO          |                                                | 19ª            |
| ES     | Série B           | Espírito Santo              | 1°           | Espírito Santo Doze                        |                                                | 28ª            |
| GO     | Segunda Divisão   | Vila Nova                   | 2°           | Vila Nova Anápolis                         | Itaberaí Quirinópolis                          | 44ª            |
| GO     | Terceira Divisão  | ASEEV                       | 1°           | ASEEV Caldas                               |                                                | 14ª            |
| MA     | Segunda Divisão   | Maranhão                    | 1°           | Maranhão                                   |                                                | 14ª            |
| MG     | Módulo II         | Uberlândia                  | 3°           | Uberlândia Tricordiano                     | Nacional Montes Claros                         | 22ª            |
| MG     | Segunda Divisão   | Uberaba                     | 1°           | Uberaba Formiga                            |                                                | 14ª            |
| MS     | Série B           | Itaporã                     | 2º           | Operário Aquidauanense                     |                                                | 16ª            |
| MT     | Segunda Divisão   | Operário                    | 1ª           | Operário Araguaia                          |                                                | 13ª            |
| PA     | Segunda Divisão   | Águia de Marabá             | 1°           | Águia de Marabá São Raimundo               |                                                | 21ª            |
| PB     | Segunda Divisão   | Esporte de Patos            | 3°           | Esporte de Patos Paraíba                   |                                                | 21ª            |
| PE     | Série A2          | Belo Jardim                 | 1º           | Belo Jardim Vitória das Tabocas            |                                                | 22ª            |
| PI     | Segunda Divisão   | Altos                       | 1º           | Altos Picos                                |                                                | 13ª            |
| PR     | Taça Prata        | PSTC Procopense             | 1°           | PSTC Procopense Toledo                     | Batel Francisco Beltrão Pato Branco            | 51ª            |
| PR     | Taça Bronze       | Cascavel C.R.               | 1°           | Cascavel C.R. Cambé Grêmio Maringá         |                                                | 16ª            |
| RJ     | Série B           | America                     | 2º           | America Portuguesa-RJ                      | São João da Barra Barcelona Mangaratibense     | 38ª            |
| RJ     | Série C           | Itaboraí                    | 1ª           | Itaboraí Artsul Campos Belford Roxo        |                                                | 35ª            |
| RN     | Segunda Divisão   | ASSU                        | 1ª           | ASSU                                       |                                                | 17ª            |
| RS     | Divisão de acesso | Glória                      | 2º           | Glória                                     | Nova Prata Rio Grande Cerâmica                 | 59ª            |
| RS     | Segunda Divisão   | Marau                       | 1°           | Marau                                      |                                                | 15ª            |
| SC     | Série B           | Brusque                     | 3º           | Brusque Camboriú                           | Blumenau                                       | 30ª            |
| SC     | Série C           | Barra de Balneário Camboriú | 1º           | Barra de Balneário Camboriú                |                                                | 12ª (8ª atual) |
| SE     | Série A2          | Dorense                     | 1º           | Dorense Guarany-SE                         |                                                | 20ª            |
| SP     | Série A2          | Ferroviária                 | 3°           | Ferroviária Novorizontino Oeste Água Santa | Comercial Matonense Catanduvense Guaratinguetá | 68ª            |
| SP     | Série A3          | Taubaté                     | 2°           | Taubaté Votuporanguense Juventus Barretos  | Tupã Santacruzense Francana Cotia              | 58ª            |
| SP     | Segunda Divisão   | São Carlos                  | 2°           | São Carlos Fernandópolis Olimpia Noroeste  |                                                | 39ª            |
| TO     | Segunda Divisão   | Tocantins de Miracema       | 2°           | Tocantins de Miracema Ricanato             |                                                | 6ª             |